# Coppa Svizzera 2022-2023
La Coppa Svizzera 2022-2023, nota come Helvetia Coppa Svizzera 2022-2023 per motivi di sponsorizzazione, è stata la 98ª edizione della manifestazione calcistica. È iniziata il 19 agosto 2022 ed è terminata il 4 giugno 2023. Il Lugano era il club detentore del titolo. Lo Young Boys ha conquistato per l'ottava volta il trofeo battendo in finale il Lugano per 3-2 

## Formula
Si qualificano le 19 squadre facenti parte della Swiss Football League (ovvero di Super League e Challenge League, escluso il Vaduz in quanto partecipa alla Coppa del Liechtenstein), 18 della Prima Lega (tra Promotion League e 1a Lega), 26 dalla Lega Amatori (Seconda Lega interregionale e campionati regionali) e la squadra vincitrice del SUVA Fair Play Trophy. Le squadre si affrontano in sei turni di sola andata, in cui la squadra di lega inferiore ha il diritto di giocare in casa. La compagine vincitrice si qualifica per il terzo turno preliminare di UEFA Europa Conference League.

## Squadre partecipanti
| Basilea      |
| Grasshoppers |
| Lucerna      |
| Lugano       |
| San Gallo    |
| Servette     |
| Sion         |
| Winterthur   |
| Young Boys   |
| Zurigo       |

| Aarau                |
| Bellinzona           |
| Losanna              |
| Neuchâtel Xamax      |
| Sciaffusa            |
| Stade Lausanne-Ouchy |
| Thun                 |
| Wil                  |
| Yverdon              |

| Bavois          |
| Bulle           |
| Breitenrain     |
| Cham            |
| Chiasso         |
| Étoile Carouge  |
| Kriens          |
| Rapperswil-Jona |
| Stade Nyonnais  |

| Chênois              |
| Grand-Saconnex       |
| Köniz                |
| Kreuzlingen          |
| La Chaux-de-Fonds    |
| Linth 04             |
| Meyrin               |
| Muri                 |
| Portalban/Gletterens |
| Rotkreuz             |
| Schötz               |
| Soletta              |
| Wettswil-Bonstetten  |
| Wohlen               |

| Gambarogno-Contone |
| Ibach              |
| Italien            |
| Rorschach-Goldach  |
| Widnau             |

| 2. Lega         |
| --------------- |
| Allschwil       |
| Arbedo-Castione |
| Audax-Friul     |
| Bischofszell    |
| Bosporus        |
| Gland           |
| Littau          |
| Sarmenstorf     |
| Saxon Sports    |
| Schoenberg      |
| Subingen        |
| Wiedikon        |
| 3. Lega         |
| Affoltern       |
| Compesières     |
| Goldstern       |
| Wittenbach      |
| 4. Lega         |
| Sternenberg     |

## Date
| Turno                   | Data                 |
| ----------------------- | -------------------- |
| Trentaduesimi di finale | 19-21 agosto 2022    |
| Sedicesimi di finale    | 16-18 settembre 2022 |
| Ottavi di finale        | 8-9 novembre 2022    |
| Quarti di finale        | 8-10 febbraio 2023   |
| Semifinali              | 19-21 aprile 2023    |
| Finale                  | 4 giugno 2023        |

## Calendario

### Trentaduesimi di finale
I club di Super League e Challenge League sono teste di serie, pertanto non si possono affrontare direttamente. La squadra di lega inferiore ha il diritto di giocare in casa. Il sorteggio è stato effettuato il 5 luglio 2022.
| Squadra 1            | Risultato       | Squadra 2            |
| -------------------- | --------------- | -------------------- |
| 19 agosto 2022       |                 |                      |
| Bulle                | 0 - 4           | Thun                 |
| Stade Nyonnais       | 1 - 4           | Servette             |
| La Chaux-de-Fonds    | 1 - 0           | Soletta              |
| 20 agosto 2022       |                 |                      |
| Schötz               | 0 - 4           | Lucerna              |
| Rotkreuz             | 3 - 0           | Chiasso              |
| Bavois               | 1 - 3           | Yverdon              |
| Wohlen               | 4 - 4 (5-3 dtr) | Kreuzlingen          |
| Affoltern            | 1 - 2           | Sarmentorf           |
| Wettswil-Bonstetten  | 0 - 4           | Grasshoppers         |
| Wittenbach           | 1 - 2 (dts)     | Arbedo-Castione      |
| Sternenberg          | 2 - 4           | Goldstern            |
| Bischofszell         | 0 - 8           | Aarau                |
| Chênois              | 1 - 3 (dts)     | Sion                 |
| Portalban/Gletterens | 1 - 0           | Grand-Saconnex       |
| Littau               | 0 - 6           | Wil                  |
| Saxon                | 0 - 2           | Meyrin               |
| Italien              | 2 - 5           | Stade Lausanne-Ouchy |
| 21 agosto 2022       |                 |                      |
| Widnau               | 1 - 4           | Bellinzona           |
| Cham                 | 0 - 4           | Zurigo               |
| Muri                 | 0 - 7           | Winterthur           |
| Compesières          | 0 - 5           | Étoile Carouge       |
| Linth 04             | 1 - 5           | Lugano               |
| Gland                | 0 - 4           | Losanna              |
| Ibach                | 1 - 5           | Sciaffusa            |
| Subingen             | 0 - 2           | Köniz                |
| Allschwil            | 0 - 5           | Basilea              |
| Rorschach-Goldach    | 0 - 15          | San Gallo            |
| Audax-Friul          | 1 - 5           | Neuchâtel Xamax      |
| Bosporus             | 0 - 3           | Breitenrain          |
| Gambarogno-Contone   | 0 - 5           | Kriens               |
| Schoenberg           | 1 - 10          | Young Boys           |
| Wiedikon             | 1 - 2           | Rapperswil-Jona      |

### Sedicesimi di finale
Il sorteggio è stato effettuato il 21 agosto 2022.
| Squadra 1            | Risultato   | Squadra 2    |
| -------------------- | ----------- | ------------ |
| 16 settembre 2022    |             |              |
| Neuchâtel Xamax      | 1 - 2       | Thun         |
| 17 settembre 2022    |             |              |
| Meyrin               | 0 - 4       | Winterthur   |
| Bellinzona           | 0 - 1 (dts) | Lucerna      |
| Rotkreuz             | 2 - 1 (dts) | Kriens       |
| Köniz                | 1 - 2       | Wohlen       |
| Étoile Carouge       | 2 - 4       | San Gallo    |
| Goldstern            | 0 - 3       | Grasshoppers |
| Rapperswil-Jona      | 0 - 2       | Sion         |
| La Chaux-de-Fonds    | 0 - 2       | Servette     |
| Stade Lausanne-Ouchy | 0 - 1       | Young Boys   |
| Arbedo-Castione      | 6 - 0       | Sarmentorf   |
| 18 settembre 2022    |             |              |
| Sciaffusa            | 4 - 1       | Yverdon      |
| Breitenrain          | 0 - 4       | Lugano       |
| Aarau                | 1 - 3 (dts) | Basilea      |
| Losanna              | 3 - 2 (dts) | Zurigo       |
| Portalban/Gletterens | 0 - 2       | Wil          |

### Ottavi di finale
Il sorteggio è stato effettuato il 18 settembre 2022.
| Squadra 1       | Risultato       | Squadra 2  |
| --------------- | --------------- | ---------- |
| 8 novembre 2022 |                 |            |
| Rotkreuz        | 2 - 1           | Sciaffusa  |
| Arbedo-Castione | 0 - 5           | San Gallo  |
| 9 novembre 2022 |                 |            |
| Wil             | 1 - 2 (dts)     | Sion       |
| Losanna         | 1 - 5           | Young Boys |
| Wohlen          | 2 - 5 (dts)     | Servette   |
| Lugano          | 1 - 0           | Winterthur |
| 31 gennaio 2023 |                 |            |
| Thun            | 2 - 2 (4-2 dtr) | Lucerna    |
| 1 febbraio 2023 |                 |            |
| Grasshoppers    | 3 - 5           | Basilea    |

### Quarti di finale
Il sorteggio è stato effettuato il 9 novembre 2022.
| Squadra 1        | Risultato   | Squadra 2  |
| ---------------- | ----------- | ---------- |
| 28 febbraio 2023 |             |            |
| Thun             | 0 - 5       | Young Boys |
| 1 marzo 2023     |             |            |
| Sion             | 0 - 3       | Lugano     |
| San Gallo        | 1 - 2 (dts) | Basilea    |
| 2 marzo 2023     |             |            |
| Rotkreuz         | 0 - 3       | Servette   |

### Semifinali
Il sorteggio è stato effettuato il 4 marzo 2023.
| Squadra 1     | Risultato       | Squadra 2  |
| ------------- | --------------- | ---------- |
| 4 aprile 2023 |                 |            |
| Basilea       | 2 - 4           | Young Boys |
| 5 aprile 2023 |                 |            |
| Servette      | 2 - 2 (3-5 dtr) | Lugano     |

### Finale
| Arbitro: | Fähndrich |

|                           |           |                         |
| Nsame 20’, 45+3’ Elia 85’ | Marcatori | 53’ Bottani 87’ Steffen |